# Making-of

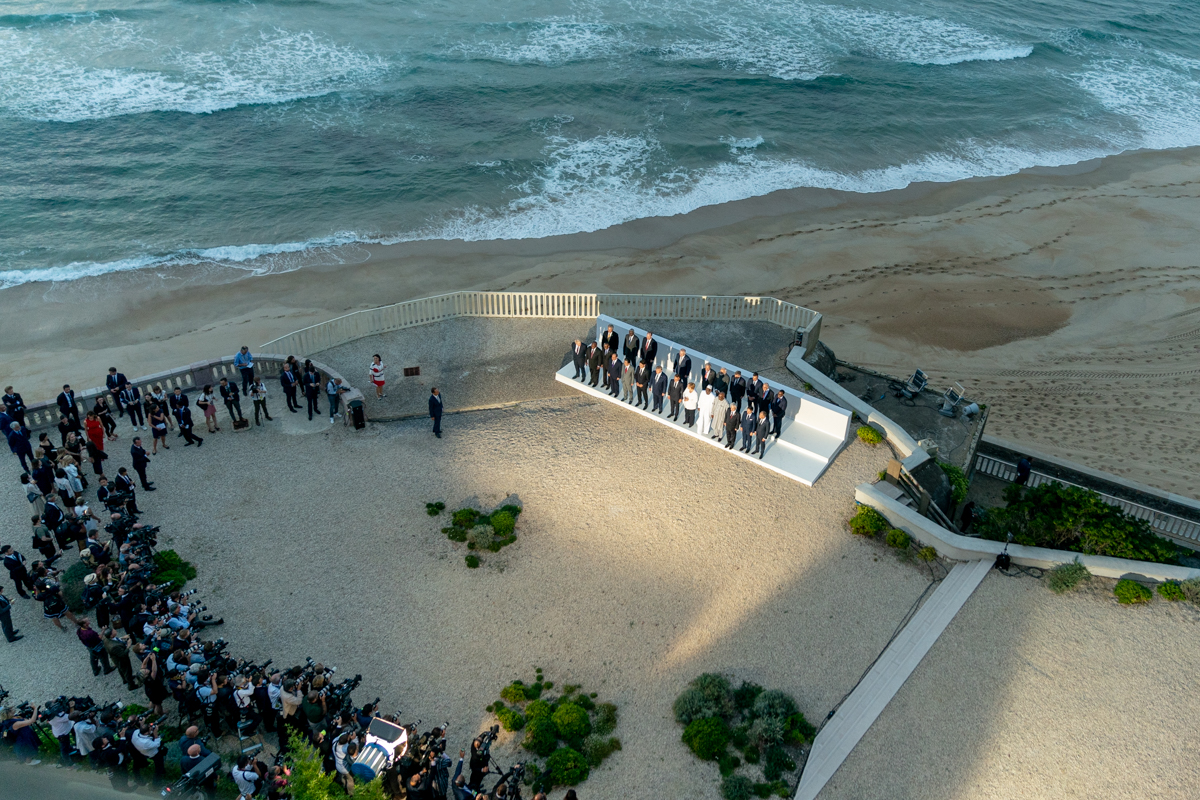
G7biarritz

En el cine, el término inglés making-of (traducido como cómo se hizo, así se hizo, tras las cámaras o trascámara) es un vídeo documental que muestra cómo fue la producción de una película o un programa de televisión, pero que también se puede aplicar a otras obras como videojuegos. A menudo se le conoce como un vídeo EPK (siglas en inglés de kit electrónico de prensa), ya que es típico que se agregue como instrumento de promoción en algunas películas o como extras de algún DVD.
La duración de un «cómo se hizo» se ha convertido en un género por derechos propios ya que no depende de los tiempos establecidos por la Academia de Artes y Ciencias Cinematográficas. El making-of de una película puede ser a veces más importante que la misma película. En el caso de Lost in La Mancha, su cómo se hizo termina documentando el colapso y abandono del vídeo que cubría (The Man Who Killed Don Quixote). Otras veces, el making-of es solo una parte de la producción para ver una próxima película comercial que saldrá al mercado.
Los videos más breves se utilizan a menudo como material extra en los DVD, para explicar el proceso de producción y reconocer el trabajo de las personas que han participado en el rodaje. En ocasiones, algunas películas incluyen incluso un cómo se hizo del 'cómo se hizo' a modo de broma. También se pueden utilizar en la televisión como material publicitario de películas aún no estrenadas.
Existe literatura en el mercado que habla de este tema, como por ejemplo: The Making Of Deep Space Nine.